# Szyb Regis w Wieliczce
Szyb Regis – szybowa wieża wyciągowa Kopalni Soli „Wieliczka”.

## Lokalizacja
Szyb zlokalizowany jest w centrum Wieliczki na placu Tadeusza Kościuszki.

## Historia
Historia szybu Regis sięga XIV wieku. Usytuowany w centrum Wieliczki szyb górniczy powstał na polecenie króla Kazimierza Wielkiego i działa do dzisiaj. Jest to najstarszy szyb wielickiej kopalni, którym zjeżdża pod ziemię na głębokość 127 metrów.